# Joseph Nicollet
Pour les articles homonymes, voir Nicollet.
Joseph Nicolas Nicollet (Cluses, 24 juillet 1786 - Washington, 11 septembre 1843), également connu sous le nom de Jean-Nicolas Nicollet, était un mathématicien et géographe français connu pour la cartographie du haut-bassin du fleuve Mississippi au cours des années 1830. 

## Biographie

### Jeunesse
Nicollet est né à Cluses, dans le duché de Savoie. Il était passionné par les mathématiques et l'astronomie. Il devint professeur de mathématiques à l'âge de 19 ans.  

### En France

#### Bureau des longitudes
Nicollet travaille à l'Observatoire de Paris à partir de 1812. Il est élu secrétaire du Bureau des longitudes en 1817, puis astronome adjoint en 1823. 
Il reçoit deux années consécutives la médaille Lalande récompensant « l’observation la plus intéressante ou le mémoire le plus utile à l’astronomie qui aura paru dans l’année ». En 1820 pour l'étude de la libration de la lune, en 1821 pour la découverte d'une comète (C/1821 B1 (Nicollet-Pons) ).  
Nicollet est exclu du Bureau des longitudes en 1831, après sa fuite du pays. 

#### Enseignement
Sorti de l’École normale, Nicollet doit dix années d'enseignement, qu'il passe comme professeur de mathématiques au Lycée Louis-le-Grand à partir de 1815. 
En parallèle, il donne des cours dans des sociétés savantes, telles que la Société des belles lettres (vers 1821),  et l'Athénée royal (vers 1830). 
En 1830, Nicollet est nommé examinateur des écoles de la Marine et rédige par la même occasion un livre de mathématiques à destination des élèves. 

#### Actuariat
En parallèle de son activité à l'Observatoire de Paris, Nicollet travaille comme actuaire dans des compagnies d'assurance-vie. Le Conseil d’État, par l’arrêt du 28 mai 1818, réhabilite l’assurance-vie et de nouvelles compagnies sont autorisées à vendre ce produit de prévoyance. Nicollet participe à ce renouveau en publiant la Lettre à Outrequin dans laquelle il expose ses vues sur l'assurance-vie et appelle les assureurs à s'adjoindre l'aide de mathématiciens pour construire des modèles actuariels justes.
Nicollet, aux côtés de Myrtil Maas et Olinde Rodrigues fait partie des mathématiciens engagés par la nouvelle Compagnie générale d’assurance sur la vie des hommes. Il y travaille, ainsi que dans les compagnies concurrentes, l’Union Vie (autorisée en 1829) et la Compagnie royale d’assurances sur la vie (autorisée en 1820 mais commençant ses activités en 1830).

### Aux Etats-Unis
En 1832, à la suite de difficultés financières en France, Nicollet émigra aux États-Unis. Il débarqua à La Nouvelle-Orléans, en Louisiane. Il remonta le fleuve Mississippi jusqu'à Saint-Louis. 
Nicollet organisa trois expéditions vers le bassin supérieur du Mississippi, région couvrant aujourd'hui le Minnesota, certaines parties du Dakota du Nord et Sud. 
En 1838, Nicollet fut recruté par l'armée des États-Unis comme ingénieur topographique. Il arpenta la région située entre les rivières Mississippi et Missouri. Lors de ses dernières expéditions, il eut l'assistance de l'explorateur américain d'origine franco-québécoise John Charles Frémont.
Par la suite, Nicollet s'installa à Washington. Il se consacra à regrouper toutes ses informations topographiques et cartographiques.
Prêt pour d'autres expéditions scientifiques, il mourut à Washington en 1843. L'année de sa mort fut publié le résultat de ses travaux intitulé Map of the Hydrographical Basin of the Upper Mississippi, une carte de cette vaste région beaucoup plus précise que celles établies par ses prédécesseurs.

### Honneurs et Postérité
Nicollet est élu le 23 avril 1820 à l'Académie des sciences, belles-lettres et arts de Savoie, avec pour titre académique Effectif (titulaire). En 1822, il est nommé associate à la Royal Astronomical Society de Londres, en 1823 il est nommé membre associé étranger de la Société de physique et d’histoire naturelle de Genève, et en 1826, il est nommé correspondant de l’académie de Bruxelles.
Il échoue à entrer à l'Académie des sciences en 1825, faisant face à une forte opposition de François Arago qui le considère comme "un homme sans talent", et ce malgré le soutien de  Pierre-Simon de Laplace. 
Le 19 mai 1825, il reçoit la distinction de « Chevalier de la légion d’honneur » (source Ministère de la Culture Française, site web Leonore).
Un cratère lunaire porte son nom. Dénommé ainsi, en 1876, par Edmund Neuville Nevill (dans son livre « The Moon »), c’est en 1935 qu’il sera officialisé par l’Union Astronomique Internationale.
En 1991, un monument a été érigé en son honneur, la Nicollet Tower, à Sisseton dans le Dakota du Sud.